# 梁徐街道
梁徐镇，是中华人民共和国江苏省泰州市姜堰区下辖的一个乡镇级行政单位。

## 行政区划
梁徐镇下辖以下地区：
梁徐社区、王石社区、葛联村、桥林村、张埭村、双墩村、黄村、梁徐村、周埭村、江村、坡岭村、邢家村、岭家村、三林村、东官村、二塘村、新九村、王石村、前舍村、林野村、官野村、前时村和钱港村。